# Mårn
Mårn är en sjö i Norrköpings kommun i Östergötland och ingår i Motala ströms huvudavrinningsområde. Sjön är 15 meter djup, har en yta på 0,62 kvadratkilometer och befinner sig 26,1 meter över havet. Sjön avvattnas av vattendraget Torpån.

## Delavrinningsområde
Mårn ingår i det delavrinningsområde (649594-150339) som SMHI kallar för Utloppet av Mårn. Medelhöjden är 36 meter över havet och ytan är 2,18 kvadratkilometer. Räknas de 2 avrinningsområdena uppströms in blir den ackumulerade arean 87,86 kvadratkilometer. Torpån som avvattnar avrinningsområdet har biflödesordning 2, vilket innebär att vattnet flödar genom totalt 2 vattendrag innan det når havet efter 31 kilometer. Avrinningsområdet består mestadels av skog (41 procent). Avrinningsområdet har 0,62 kvadratkilometer vattenytor vilket ger det en sjöprocent på 28,2 procent. Bebyggelsen i området täcker en yta av 0,3 kvadratkilometer eller 13 procent av avrinningsområdet.